# Geocalamus
Geocalamus – rodzaj amfisben z rodziny Amphisbaenidae.

## Zasięg występowania
Rodzaj obejmuje gatunki występujące w Kenii i Tanzanii. 

## Systematyka

### Etymologia
Geocalamus: gr. γεω- geō- „ziemny-”, od γη gē „ziemia”; καλαμος kalamos „trzcina”.

### Podział systematyczny
Do rodzaju należą następujące gatunki: 
- Geocalamus acutus Sternfeld, 1912
- Geocalamus modestus Günther, 1880